# Harry Gämperle
Harald Gämperle (Sankt Gallen, 11 mei 1968) is een Zwitsers voormalig voetballer en huidig trainer die speelde als verdediger.

## Carrière
Gämperle maakte zijn profdebuut voor FC St. Gallen waar hij van 1986 tot 1990 speelde waarna hij naar Grasshopper vertrekt. Hij speelde van 1990 tot 1998 voor de club en weet in die periode vier keer landskampioen te worden en één keer de beker te winnen, zijn carrière sloot hij af in 2000 bij Neuchâtel Xamax.
Hij speelde vier interlands voor Zwitserland waarin hij niet kon scoren.
Hij werd na zijn spelersloopbaan assistentcoach bij verschillende club in Zwitserland en Duitsland. Eerst ging hij aan de slag bij BSC Young Boys van 2000 tot 2003 onder Marco Schällibaum. Hij was kort assistent bij FC Baden in 2003 alvorens aan de slag te gaan bij FC Zürich waar hij assistent was onder Lucien Favre wanneer deze naar het Duitse Hertha BSC vertrekt volgt hij mee om daar assistent te worden.
Van 2007 tot 2010 was hij assistent bij het Duitse Hertha BSC onder Lucien Favre, Karsten Heine en Friedhelm Funkel. In 2010 gaat hij aan de slag bij FC Zürich waar hij blijft tot in 2013, hij is assistent onder Urs Fischer na diens ontslag was hij kort hoofdcoach en daarna terug assistent onder Urs Meier, de Oostenrijker Rolf Fringer en terug Urs Meier. Hij vertrekt in 2013 naar BSC Young Boys waar hij blijft tot in 2019, hij was assistent onder Bernard Challandes en Uli Forte na diens ontslag in 2015 was hij kort voor de tweede keer hoofdcoach. Verder was hij nog assistent onder Adi Hütter en Gerardo Seoane bij de club.
In 2019 keert hij terug naar het Duitse Hertha BSC als assistent onder de Kroaat Ante Čović met zijn ontslag volgde ook dat van Gämperle. In maart 2022 keerde hij opnieuw als assistent-coach terug onder Matteo Vanetta naar BSC Young Boys waar hij het seizoen uit deed. In september ging hij aan de slag in Egypte bij Al Ahly SC als assistent-coach onder Marcel Koller.

## Erelijst
- Grasshopper
  - Landskampioen: 1991, 1995, 1996, 1998
  - Zwitserse voetbalbeker: 1994